# Seksizm odwrócony
Seksizm odwrócony – w szerszym znaczeniu, odnosi się do seksizmu ukierunkowanego na płeć dominującą, a w węższym – do seksizmu wobec mężczyzn tudzież przypisywania niższego statusu mężczyznom.
Odwrócony seksizm został porównany przez socjologów do rasizmu odwróconego i etnocentryzmu odwróconego, ponieważ oba mogą być odpowiedzią na politykę działań afirmatywnych, które mają na celu walkę z zinstytucjonalizowanym seksizmem i rasizmem, a także są formą buntu, poprzez który członkowie kategorii większościowych w danej społeczności i/lub dominujących w danej społeczności (np. mężczyźni, biali etc.) twierdzą, że są dyskryminowani. W bardziej sztywnych formach stanowisko to zakłada, że historyczna nierówność na korzyść mężczyzn we współczesnej epoce nie ma już zastosowania lub że kobiety są obecnie postrzegane jako płeć nadrzędną lub dominującą. Koncepcja seksizmu odwróconego została spopularyzowana w ramach walki z feminizmem, którego zwolennicy sądzą, że ruch feministyczny przeorganizował społeczeństwo jako całość w taki sposób, że obecnie przynosi korzyści kobietom i uciska mężczyzn.

## Historia
Koncepcja seksizmu odwróconego została po raz pierwszy udokumentowana w latach 60. w tym samym czasie, co pojawienie się kobiecych ruchów wolnościowych i feministycznych. Powstał ruch wyzwolenia mężczyzn, prowadzony przez psychologów, którzy twierdzili, że kobiecość i męskość są zachowaniami ukształtowanymi społecznie, a nie wynikającymi z genów. Ruch wyzwolenia mężczyzn starał się zrównoważyć te dwie idee, że mężczyźni są odpowiedzialni za uciskanie kobiet, ale także sami są uciskani przez ścisłe role płciowe.
W połowie lat 70. XX wieku ruch ten zaczął koncentrować się na ucisku mężczyzn, a w mniejszym stopniu na wpływie seksizmu na kobiety. Na tę zmianę wpłynął Warren Farrell, który napisał książkę pt. The Myth of Male Power: Why Men are the Disposable Sex. Podkreślił w niej, jak bardzo męskie role płciowe upośledzały mężczyzn, zabraniając im postrzegania ich jako opiekuńczych lub mających emocje.
W latach 80. XX wieku zaczął powstawać nowy ruch na rzecz praw mężczyzn, który skupiał się wyłącznie na tym, jak role płciowe dyskryminowały mężczyzn, a nie na ucisku, jaki wywierał na obie płci. Herb Goldberg twierdził, że Stany Zjednoczone są „społeczeństwem matriarchalnym”, ponieważ kobiety mają władzę przekraczania ról płciowych i przyjmowania ról męskich i żeńskich, podczas gdy mężczyźni wciąż są ograniczeni do roli czysto męskiej.
W 2009 roku kilku pracowników naukowych wydało oświadczenia, które wskazują lub mogą wskazywać na brak przekonania o istnieniu seksizmu odwróconego. Steve Bearman, Neill Korobov i Avril Thorne stwierdzili w preambule badania nad seksizmem zinternalizowanym, że seksizm odwrócony nie jest znaczącym zwrotem, ponieważ podczas gdy poszczególne kobiety lub kobiety jako całość mogą narzucać uprzedzenia wobec konkretnych mężczyzn lub wobec mężczyzn jako grupy, odbywa się to bez poparcia społecznego systemu władzy instytucjonalnej.
W tym samym roku dwaj profesorowie, Özlem Sensoy i Robin DiAngelo, napisali w liście otwartym do swojego wydziału, że seksizm odwrócony nie istnieje, ponieważ słowo „seksizm” odnosi się do relacji władzy, które są historyczne i osadzone, a relacje te nie odwracają się tam i z powrotem i ponieważ te same grupy, które historycznie sprawowały władzę systemową w USA i Kanadzie, nadal to robią.
Książka Davida Benatara z 2012 roku pt. Second sexism: Discrimination against Men and Boys wyjaśniła teorię, że dyskryminacja mężczyzn jest często niezauważana i uważana za mniej ważną od dyskryminacji kobiet.